# Nước lọc
Nước lọc là nước đã qua xử lý (lọc bỏ các tạp chất hoặc vi khuẩn từ nước ngọt) dùng để uống hoặc sử dụng cho các mục đích khác như sinh hoạt, sản xuất.... Nước lọc được tạo ra có thể bằng các phương pháp truyền thống như chưng, cất hoặc lọc thủ công (dùng lưới, bông, than, cát,... để loại bỏ các tạp chất hoặc cặn bã) và cũng có thể được tạo ra bằng phương pháp công nghiệp thông qua hoạt động của các nhà máy lọc nước, khi đó nguồn nước sẽ được xử lý bằng các công nghệ hóa chất, vật lý, vi sinh vật... tạo ra sản phẩm chất lượng cao đủ để có thể tiêu thụ hoặc sử dụng và ít có nguy cơ gây tổn hại lâu dài hoặc ngay lập tức.
Trong hầu hết các nước phát triển, nước lọc được cung cấp cho thương mại, hộ gia đình để sinh hoạt, tiêu dùng và trong công nghiệp. Nước lọc được coi là có chất lượng, tiêu chuẩn cao hơn cả là nước dùng để uống hoặc các sản phẩm nước uống đóng chai hay nước uống tinh khiết (thường dùng để uống hoặc tiêu thụ trong khi chế biến thực phẩm...) hoặc một dạng nước lọc được sử dụng rộng rãi là nước máy.

## Hình ảnh

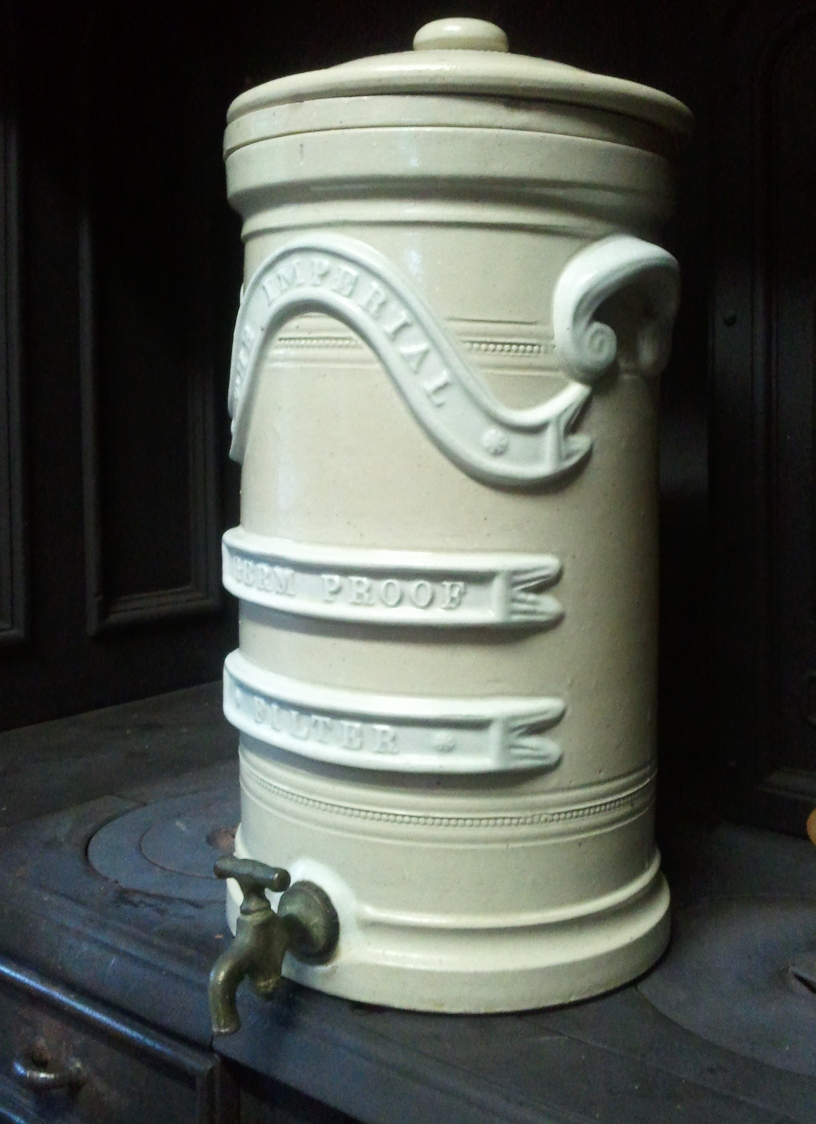
Bình lọc nước bằng gốm sứ thời xưa
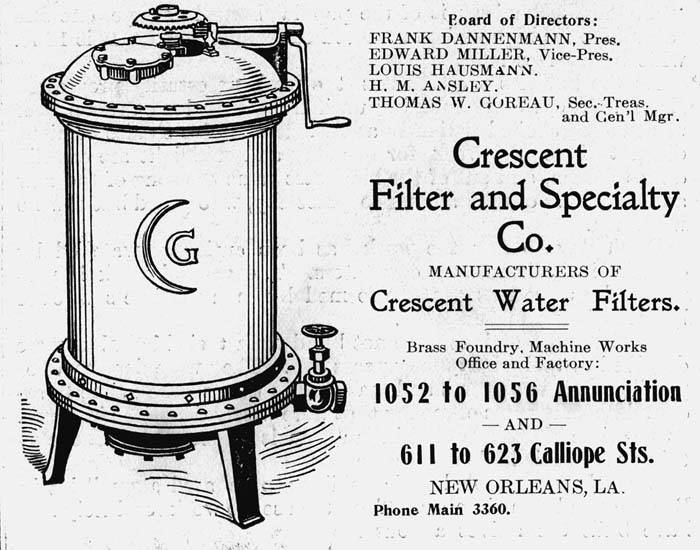
Quảng cáo bình lọc nước năm 1907 tại New Orleans
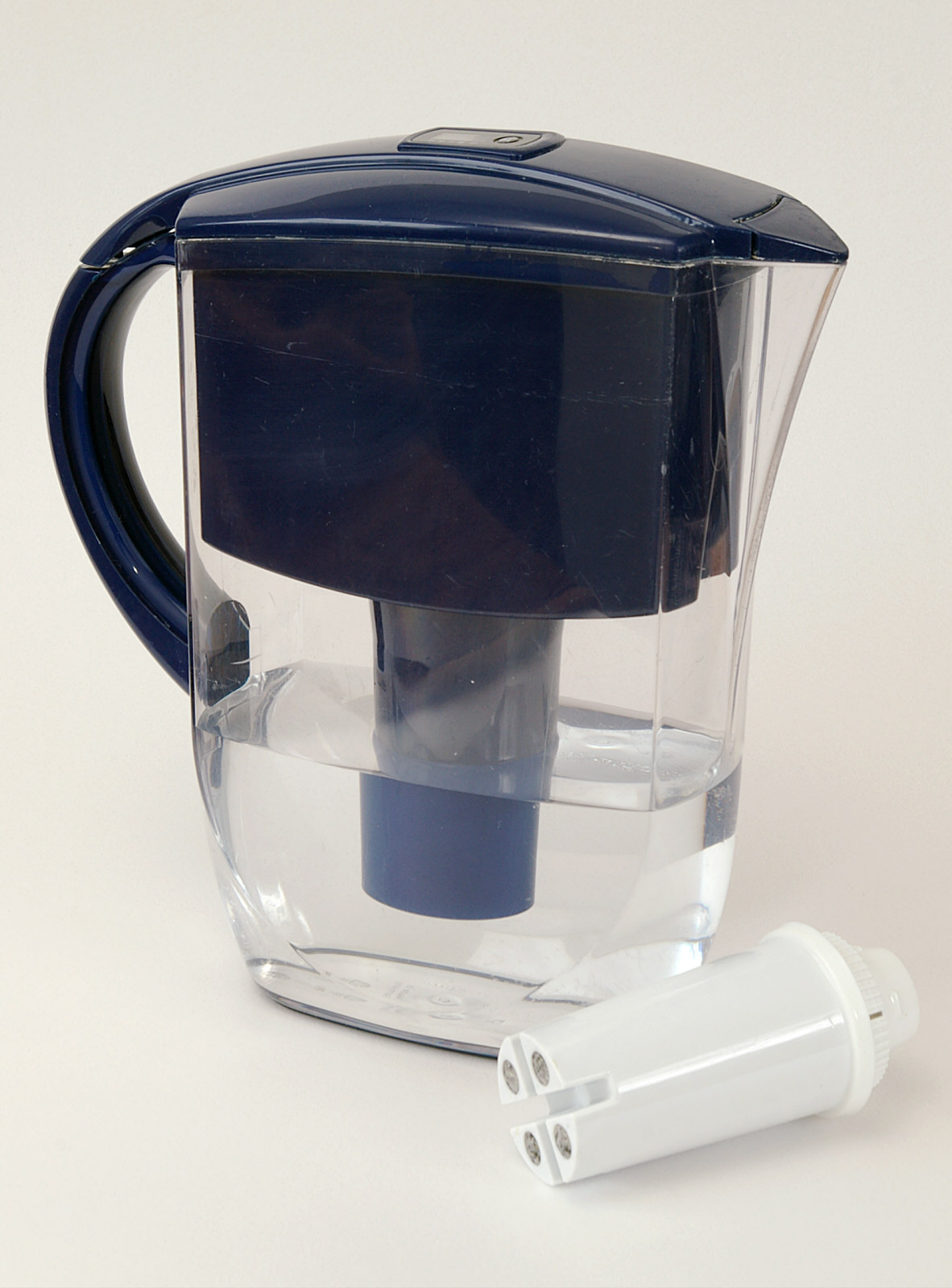
Bình lọc nước cá nhân, thường thấy tại châu Âu